# Bozhidar Grigorov
Bozhidar Grigorov (Sófia, 27 de julho de 1945) é um ex-futebolista búlgaro, ele atuava como atacante.

## Carreira
Bozhidar Grigorov fez parte do elenco da Seleção Búlgara de Futebol da Copa do Mundo de 1970 e 1974. 